# Баженов Лев Васильович
Лев Васи́льович Баже́нов (1 січня 1946, Старокостянтинів Хмельницької області — 8 листопада 2022) — український історик. Доктор історичних наук (1996). Професор. Академік Української академії історичних наук (УАІН), директор Центру дослідження історії Поділля Інституту історії України НАН України при Кам'янець-Подільському національному університеті імені Івана Огієнка. Член правління Національної спілки краєзнавців України, голова Хмельницької обласної організації НСКУ.
Дружина Стефанія Баженова — історик. Доктор історичних наук.

## Біографія
Син письменника Василя Баженова.
У 1964—1968 рр. навчався на історичному факультеті Кам'янець-Подільського педагогічного інституту (нині Кам'янець-Подільський національний університет — КПНУ). 
З 1969 року працював в Кам'янець-Подільському педінституті асистентом, з 1972 р. — старшим викладачем, з 1977 р. — доцентом, з 1997 р. — професором кафедри всесвітньої історії, у 1975—1993 рр. був деканом історичного факультету й чимало зробив для його розбудови. 1974 року захистив кандидатську дисертацію в Київському державному університеті імені Тараса Шевченка на тему «Повстання 1830—1831 рр. на Правобережній Україні» (науковий керівник — доктор історичних наук, професор КДУ Жебокрицький В. А.). У 1993—1995 рр. був докторантом відділу регіональних проблем історії України Інституту історії України НАН України. 
Докторську дисертацію «Становлення і розвиток історичного краєзнавства Правобережної України (кінець XVIII — перші десятиріччя ХХ століття)» захистив 27 вересня 1996 року в Інституті історії України НАН України.
Л. В. Баженов був членом спеціалізованої вченої ради в Чернівецькому національному університеті імені Юрія Федьковича (з 2000 р.), був головою спеціалізованої вченої ради, а був її членом у КПНУ (з 2009 р.) із захисту докторських і кандидатських дисертацій з історії України, членом ученої ради КПНУ, делегатом VII (1980), VIII (1985) з'їздів Географічного товариства СРСР, делегатом ІІ (1996), ІІІ (2003), IV (2008), V (позачергового) (2012), VI (2017) з'їздів Національної спілки краєзнавців України, делегатом І (2007) Всеросійського з'їзду істориків-регіонознавців у Санкт-Петербурзі.
Творчий доробок Лева Баженова становить більше 350 наукових праць і  30 монографій.
Помер Баженов 8 листопада 2022 року.

## Монографії
- Поділля в працях дослідників і краєзнавців XIX—XX ст.: Історіографія. Біобібліографія. Матеріали. — Кам'янець-Подільський, 1993. — 480 с.
- Історичне краєзнавство Правобережної України XIX — на початку XX століть: Становлення. Історіографія. Біобібліографія. — Хмельницький, 1995. — 256 с.
- Alma mater подільського краєзнавства: Місто Кам'янець-Подільський — осередок історичної регіоналістики XIX — початку XXI століть. — Кам'янець-Подільський, 2005. — 416 с.
- Поділля в науково-краєзнавчій спадщині В. К. Гульдмана  Наукові праці Кам'янець-Подільського державного університету: Історичні науки. — Кам'янець-Подільський: Оіюм, 2004. — Т.13. — 592 с. — C.518-525.

## Нагороди
- Лауреат Премії імені Дмитра Яворницького (2005).
- Лауреат Премії імені академіка Петра Тронька Національної спілки краєзнавців України (2014).
- Почесний краєзнавець України (2016).
- Почесна грамота Хмельницької обласної державної адміністрації (2021)[7]